# Хјон Илмјонг
Хјон Илмјонг (романизовано са кореј. Hyon Il-myong; 24. јун 1994) елитни је скакач у воду и репрезентативац Северне Кореје у овом спорту. Његова специјалност су скокови са торња са висине од 10 метара, како у појединачној тако и у конкуренцији синхронизованих парова. 
На међународној сцени дебитовао је током 2012. на такмичењима светског купа, али без неких значајнијих резултата. 
Највећи успех у каријери остварио је на Светском првенству у скоковима у воду 2017. у Будимпешти где је у пару са Ким Мире освојио бронзану медаљу у синхронизованим скоковима са торња у миксу. 